# Pallas (Deventer)
Deventer Schaakgenootschap Pallas (DSG Pallas) is een Nederlandse schaakvereniging uit Deventer. Enkele fusies daargelaten, is het met een oorspronkelijke oprichting in 1849 een van de oudste schaakverenigingen in Nederland.

## Geschiedenis
In 1849 werd in Deventer de vereniging Schaakoefening opgericht en het was de eerste twintig jaar een typische herenvereniging. In 1850 werd de vereniging hernoemd naar de mythologische en toepasselijke Pallas.
Het lid Werndly won de eerste nationale schaakwedstrijd in Nijmegen in 1858, dat op initiatief van Willem Verbeek en Strijdt met beleid was georganiseerd.
Typisch voor de herenverenigingen in de achttienzestiger jaren nam het aantal leden van Pallas in de zestiger jaren flink af, en zou er in 1875 nog maar vier over zijn. Ene professor Burgersdijk werd toen lid die met zijn "externe opstelling" (hij stimuleerde correspondentiepartijen met andere verenigingen en het lidmaatschap van Het Noordelijk Schaakbond) weer leven in de brouwerij bracht.
Hoewel DSG Pallas een vereniging met lange historie is, is het niet de oudste schaakvereniging van Nederland (dat is Discendo Discimus). Dit is het gevolg van de diverse fusies die het in de loop der jaren is ondergaan, waarvan de eerste in 1920 plaatsvond. Toen smolt Pallas samen met de verenigingen Eendracht en Caissa tot de vereniging Pallas-Unitas. In 1939 fuseert de vereniging nog met RKSV de Toren van Deventer. Deze fusie was overigens geen succes, want terwijl Pallas voor de fusie 24 leden had waren er na de fusie nog maar 18 over, waarvan geen enkele oorspronkelijke RKSV-lid. In 1952 fuseert Pallas (46 leden) met de Christelijke SchaakVereniging Philidor en de vereniging wordt hernoemd naar Deventer Schaak Genootschap. In 1964 fuseert deze vereniging met RKSV Helios, waaruit de huidige DSG Pallas is ontstaan.
Terwijl de vereniging bij de eerste oprichting een typische herenvereniging was zegt de huidige vereniging open te staan voor iedere schaakenthousiast.

## Bekende (oud-)leden
- Thomas Johannes Werndly